# Jasiołka (Natura 2000)
Jasiołka (PLH180011) – projektowany specjalny obszar ochrony siedlisk, aktualnie obszar mający znaczenie dla Wspólnoty, obejmujący 30-kilometrowy odcinek rzeki Jasiołki między Tylawą a Jedliczem oraz dolny odcinek Panny. Tak ujęty obszar zajmuje powierzchnię 686,73 ha i w całości leży na terenie powiatu krośnieńskiego w województwie podkarpackim.
Występuje tu sześć typów siedlisk z załącznika I dyrektywy siedliskowej:
- starorzecza
- kamieńce
- zarośla wrześni
- ziołorośla nadrzeczne
- łąki świeże
- łęgi

Występują tu następujące gatunki z załącznika II:
- bóbr Castor fiber
- wydra Lutra lutra
- kumak górski Bombina variegata
- traszka grzebieniasta Tritirus cristatus
- traszka karpacka Lissotriton montandoni
- brzanka peloponeska Barbus peloponnesius
- skójka gruboskorupowa Unio crassus

Część obszaru leży na terenie Jaśliskiego Parku Krajobrazowego (24,22%) i Obszaru Chronionego Krajobrazu Beskidu Niskiego (15,52%).